# San Piero Patti

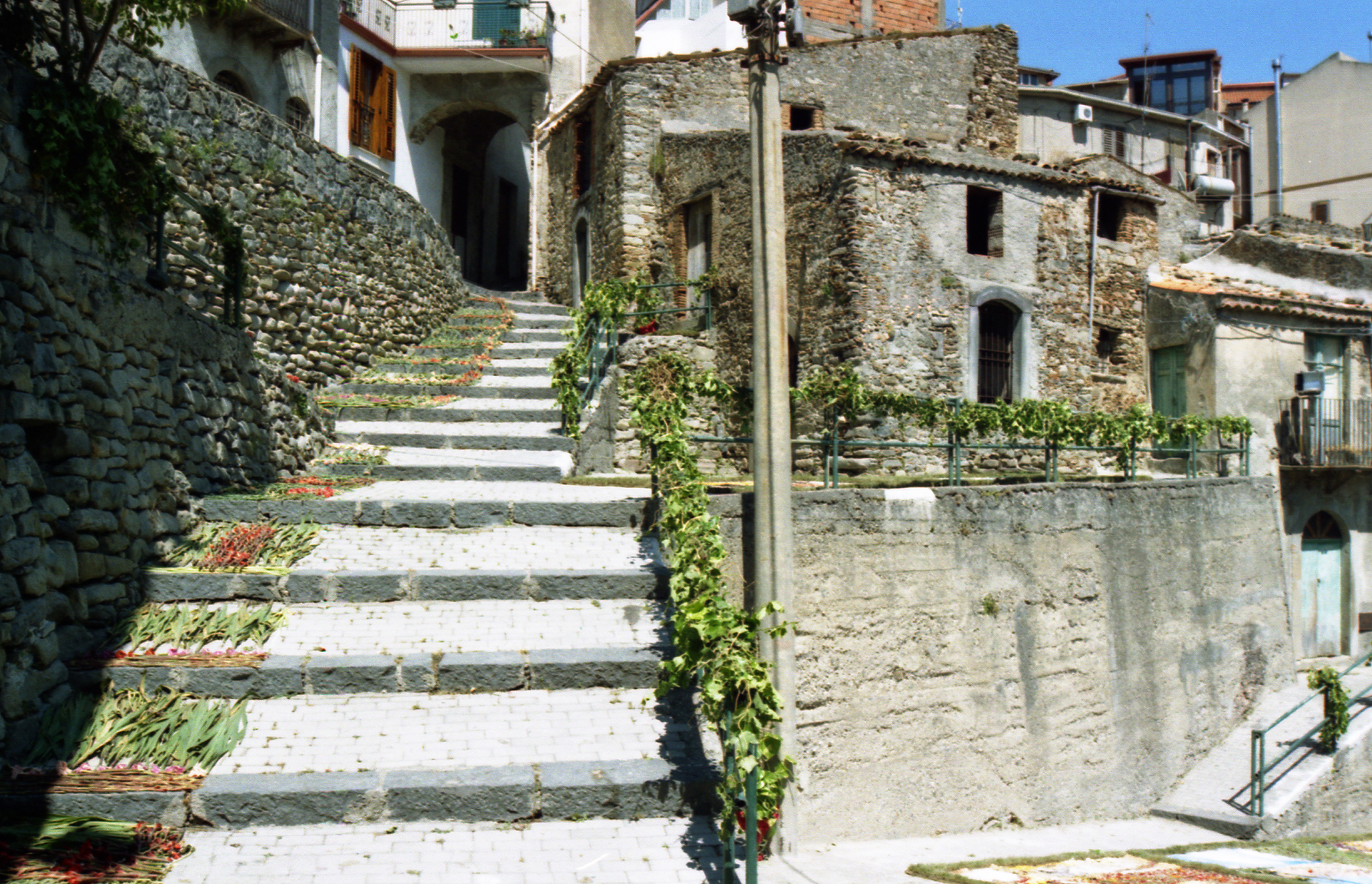
Một khu phố Ả Rập trong đô thị San Piero Patti

San Piero Patti là một đô thị ở tỉnh Messina trong vùng Sicilia của Italia, có vị trí cách khoảng 140 km về phía đông của Palermo vào khoảng 50 km về phía tây nam của Messina. Tại thời điểm ngày 31 tháng 12 năm 2004, đô thị này có dân số 3.378 người và diện tích là 41,6 km².
San Piero Patti giáp các đô thị: Librizzi, Montalbano Elicona, Patti, Raccuja, Sant'Angelo di Brolo.